# Rhabdomastix hansoni
Rhabdomastix hansoni là một loài ruồi trong họ Limoniidae. Chúng phân bố ở miền Tân bắc.